# Товтрівська сільська рада
Товтрі́вська сільська́ ра́да — адміністративно-територіальна одиниця та орган місцевого самоврядування в Заставнівському районі Чернівецької області. Адміністративний центр — село Товтри.

## Загальні відомості
- Населення ради: 1 758 осіб (станом на 2001 рік)

## Населені пункти
Сільській раді підпорядковані населені пункти:
- с. Товтри

## Склад ради
Рада складається з 16 депутатів та голови.
- Голова ради: Коханий Віктор Іванович

### Керівний склад попередніх скликань
| Прізвище, ім'я, по батькові | Основні відомості                                                 | Дата обрання | Дата звільнення |
| --------------------------- | ----------------------------------------------------------------- | ------------ | --------------- |
| Коханий Віктор Іванович     | Сільський голова, 1960 року народження, освіта вища, безпартійний | 26.03.2006   | 31.10.2010      |
| Коханий Віктор Іванович     | Сільський голова, 1960 року народження, освіта вища, безпартійний | 31.10.2010   |                 |

Примітка: таблиця складена за даними сайту Верховної Ради України

### Депутати
За результатами місцевих виборів 2010 року депутатами ради стали:

#### За суб'єктами висування
| Суб'єкт висування | Кількість обраних депутатів | %   |
| ----------------- | --------------------------- | --- |
| Самовисування     | 16                          | 100 |

#### За округами
| № округу | Прізвище, ім'я, по батькові     | Дата визнання обраним | Освіта             | Партійна приналежність | Відомості про обраного депутата                                                      |
| -------- | ------------------------------- | --------------------- | ------------------ | ---------------------- | ------------------------------------------------------------------------------------ |
| 1        | Чернецький Манолій Іванович     | 01.11.2010            | середня спеціальна | позапартійний          | тимчасово не працює                                                                  |
| 2        | Малиник Георгій Іванович        | 01.11.2010            | середня спеціальна | позапартійний          | пенсіонер                                                                            |
| 3        | Танасійчук Олеся Степанівна     | 01.11.2010            | вища               | позапартійна           | тимчасово не працює                                                                  |
| 4        | Король Юлія Василівна           | 01.11.2010            | вища               | позапартійна           | дошкільний навчальний заклад с. Товтри, бухгалтер                                    |
| 5        | Парнета Тарас Васильович        | 01.11.2010            | вища               | позапартійний          | Товтрівська загальноосвітня школа І-ІІІ ст., вчитель                                 |
| 6        | Кухлій Наталія Георгіївна       | 01.11.2010            | вища               | позапартійна           | Заставнівська міська рада, бухгалтер                                                 |
| 7        | Новаковська Валентина Василівна | 01.11.2010            | середня спеціальна | позапартійна           | тимчасово не працює                                                                  |
| 8        | Шкварчук Софія Георгіївна       | 01.11.2010            | середня            | позапартійна           | тимчасово не працює                                                                  |
| 9        | Звізда Василь Іванович          | 01.11.2010            | середня спеціальна | позапартійний          | тимчасово не працює                                                                  |
| 10       | Ватрус Галина Георгіївна        | 01.11.2010            | вища               | позапартійна           | Товтрівська загальноосвітня школа І-ІІІ ст., вчитель                                 |
| 11       | Буджак Валентина Іванівна       | 01.11.2010            | вища               | позапартійна           | Товтрівська загальноосвітня школа І-ІІІ ст., вчитель                                 |
| 12       | Білоус Софія Степанівна         | 01.11.2010            | вища               | позапартійна           | Агентство з ідентифікації с/г тварин, агент з ідентифікації с/г тварин               |
| 13       | Барабаш Галина Степанівна       | 01.11.2010            | вища               | позапартійна           | Заставнівський територіальний центр соціального обслуговування, соціальний працівник |
| 14       | Радул Іван Георгійович          | 01.11.2010            | вища               | позапартійний          | Свято-Успенська православна церква, священик                                         |
| 15       | Халус Галина Василівна          | 01.11.2010            | вища               | позапартійна           | дошкільний навчальний заклад с. Товтри, завідувачка                                  |
| 16       | Бойчук Валерій Васильович       | 01.11.2010            | вища               | позапартійний          | Управління статистики у Заставнівському районі, економіст                            |

## Населення
Згідно з переписом УРСР 1989 року чисельність наявного населення сільської ради становила 1856 осіб, з яких 829 чоловіків та 1027 жінок.
За переписом населення України 2001 року в сільській раді мешкало 1758 осіб.

### Мова
Розподіл населення за рідною мовою за даними перепису 2001 року:
| Мова       | Відсоток |
| ---------- | -------- |
| українська | 99,60 %  |
| російська  | 0,34 %   |
| румунська  | 0,06 %   |